# Tang He (vattendrag i Kina, lat 40,73, long 116,63)
Tang He (kinesiska: 汤河) är ett vattendrag i Kina. Det ligger i den nordöstra delen av landet, 90 km norr om huvudstaden Peking.